# Kate
Kate este un editor de text pentru KDE. Numele este un acronim al "KDE advanced text editor" - editor de texte avansat pentru KDE.
Dintre facilitățile Kate:
- semnalizarea sintaxei în funcție de limbajul de programare, componentă extensibilă prin fișiere XML
- Unelte de căutare și înlocuire a textului, inclusiv folosind expresii regulate
- Terminal integrat
- Deschide mai multe fișiere în aceeași fereastră
- Extensie pentru tab-uri
- Suport pentru extensii
- Completarea cuvintelor
- Editare prin drag and drop
- Poate afișa semne vizibile pentru a reprezenta caractere albe

Kate face parte din KDEBase începând cu versiunea 2.2. Datorită tehnologiei KParts, Kate poate fi inclus ca componentă de editare în orice alt program KDE. Mediul de programare KDevelop și mediul de dezvoltare web Quanta Plus sunt două dintre programele KDE care folosesc Kate pentru componenta de editare.